# 魔界都市〈新宿〉
《魔界都市〈新宿〉》是菊地秀行的出道作，之后也有在菊地的作品里出现的虚构的都市名。
被称为“魔震”（Devil Quake）的神秘大地震瞬间摧毁，并被伴随发生的大地龟裂与外界隔绝开，成为怪异与暴力犯罪猖獗的犯罪都市的东京都新宿区的别名。为了与现实的新宿区别开来，用“尖括号〈 〉括起的‘新宿’”来称呼。

## 主要登場人物
十六夜 京也（いざよい きょうや）
- 聲：堀秀行

本故事的男主角，十六夜弦一郎的獨生子，高中生。使用十六夜念法的少年。手持木劍「阿修羅」。
羅摩 沙也加（ラマ・さやか）
- 聲：鶴弘美

女主角，地球聯邦政府首席羅摩克次密的獨生女。
Dr.梅菲斯特（ドクター・メフィスト）
- 聲：屋良有作

擁有魔界醫師外號的醫師。
雷文拉（レヴィー・ラー）
- 聲：小林清志

企圖將地球變成魔界的魔道士。
阿古尼・賴（アグニ・ライ）
- 聲：永井一郎

人称“賴上師”。雷文拉、十六夜弦一郎、羅摩克次密的師父。當世最強大的靈能者。
羅摩 克次密（ラマ・こずみ）
- 聲：阪脩

地球聯邦政府首席。
十六夜 弦一郎（いざよい げんいちろう）
- 聲：銀河萬丈

賴上師的徒弟，雷文拉的師兄。在十年前和雷文拉對決中敗北，死前留下了自己的愛刀「阿修羅」。
土鬼（聲：掛川裕彥）
水鬼（聲：龍田直樹）
火鬼（聲：向殿麻美）
雷文拉從魔界召喚出來的僕人。

## 相關作品
小說
1. 魔界都市 新宿
2. 魔界都市 魔宮巴比倫
3. 魔界都市 妖花之章

漫畫
1. 魔界都市ハンター
台版譯名《魔界都市》，漫畫中的部分角色與劇情，脫離原作設定。把「魔震」描述成是神在挑選「獲選者」的實驗，在魔震時死亡又被救活的，將獲得特殊能力，10多年後再彼此爭鬥殺戮藉以提升能力。主角的年齡設定受到1980年代末期的少年漫畫流行的畫風影響，而異常年輕與可愛化的畫風，看起來不像高中生。同畫者的其他此系列漫畫，則加大主角的年齡設定到接近原作。
2. 魔聖杯
3. 魔界都市〈新宿〉
依原作的劇情而漫畫化的作品。
4. 魔宮バビロン

OVA
1. 魔界都市〈新宿〉

## 外部連結
- （日語）http://homepage2.nifty.com/kikuchi-fanclub/[ ] Archive.today的存檔，存档日期2012-12-16（作者公認漫迷會網站）
- （日語）http://hosomas.web.fc2.com/ （页面存档备份，存于）（漫畫版作者公式網站）
- （繁體中文）《魔界都市 新宿》試閱 - 奇幻基地
- 互联网电影数据库（IMDb）上《魔界都市新宿》的资料（英文）